# Triakidae
Triakidae са семейство от разред пилозъби акули (Carcharhiniformes), състоящо се от около 40 вида в 9 рода. В някои класификации, семейството се разделя на две подсемейства: родовете Mustelus, Scylliogaleus и Triakis в подсемейство Triakinae, а останалите родове в подсемейство Galeorhininae.
Triakidae се отличават с притежаващ две големи гръбни перки без бодли, аналната перка, и овални очи с мигателна ципа на клепачите. Те са с малки до средни размери, вариращи от 37 сантиметра до 220 см на дължина. Разпространени са по целия свят в топлите и умерени води, където се хранят с риба и безгръбначни животни на морското дъно и на средна дълбочина.

## Систематика
- Подсемейство Galeorhininae
  - Furgaleus Whitley, 1951
    - Furgaleus macki (Whitley, 1943)

  - Galeorhinus Blainville, 1816
    - Galeorhinus galeus (Linnaeus, 1758)

  - Gogolia Compagno, 1973
    - Gogolia filewoodi Compagno, 1973

  - Hemitriakis Herre, 1923
    - Hemitriakis abdita Compagno & Stevens, 1993
    - Hemitriakis falcata Compagno & Stevens, 1993
    - Hemitriakis japanica (Müller & Henle, 1839)
    - Hemitriakis leucoperiptera Herre, 1923

  - Hypogaleus Smith, 1957
    - Hypogaleus hyugaensis (Miyosi, 1939)

  - Iago Compagno & Springer, 1971
    - Iago garricki Fourmanoir & Rivaton, 1979
    - Iago omanensis (Norman, 1939)
- ПодсемействоTriakinae
  - Mustelus Linck, 1790
    - Mustelus antarcticus Günther, 1870
    - Mustelus asterias Cloquet, 1821
    - Mustelus californicus Gill, 1864
    - Mustelus canis (Mitchill, 1815)
    - Mustelus dorsalis Gill, 1864
    - Mustelus fasciatus (Garman, 1913)
    - Mustelus griseus Pietschmann, 1908
    - Mustelus henlei (Gill, 1863)
    - Mustelus higmani Springer & Lowe, 1963
    - Mustelus lenticulatus Phillipps, 1932
    - Mustelus lunulatus Jordan & Gilbert, 1882
    - Mustelus manazo Bleeker, 1854
    - Mustelus mento Cope, 1877
    - Mustelus minicanis Heemstra, 1997
    - Mustelus mosis Klunzinger, 1871
    - Mustelus mustelus (Linnaeus, 1758)
    - Mustelus norrisi Springer, 1939
    - Mustelus palumbes Smith, 1957
    - Mustelus punctulatus Risso, 1827
    - Mustelus schmitti Springer, 1939
    - Mustelus sinusmexicanus Heemstra, 1997
    - Mustelus whitneyi Chirichigno F., 1973

  - Scylliogaleus Boulenger, 1902
    - Scylliogaleus quecketti Boulenger, 1902

  - Triakis Müller & Henle, 1838
    - Triakis acutipinna Kato, 1968
    - Triakis maculata Kner & Steindachner, 1867
    - Triakis megalopterus (Smith, 1839)
    - Triakis scyllium Müller & Henle, 1839
    - Triakis semifasciata Girard, 1855